# Astracantha chorassanica
Astracantha chorassanica là một loài thực vật có hoa trong họ Đậu. Loài này được (Bunge) Podlech miêu tả khoa học đầu tiên.